# 백야 (작가)
백야는 대한민국의 무협소설가이다. 아주대학교 국어국문학과를 졸업하였다. 1980년대에 사마달 등의 이름을 빌어 무협소설을 출간한 경험이 있다. 이후 1990년대부터는 백야라는 필명으로 책을 쓰기 시작했다.

## 출간작품
- 천하공부출소림
- 패륜겁
- 영웅전기
- 귀거래사
- 취생몽사
- 색마전기
- 태양의 전설 바람의 노래
- 약왕천하
- 신주오대세가
- 무림포두
- 염왕(무림엽사)
- 낭인천하
- 무림오적
- 살수전기
- 악인전기